# OGLE-TR-111 b
OGLE-TR-111 b – planeta pozasłoneczna orbitująca wokół gwiazdy OGLE-TR-111.
W 2002 roku zespół naukowców z OGLE odkrył, że światło gwiazdy jest co jakiś czas przesłaniane. Podejrzewano, że wokół gwiazdy może orbitować planeta. Obiekt nie był duży, więc trudno było go zlokalizować. W 2004 roku nowsze pomiary wykazały, że to rzeczywiście jest planeta.
Planeta należy do grupy tzw. „gorących jowiszy”, orbitujących bardzo blisko wokół swojej gwiazdy. Jej orbita stanowi 1/20 odległości Ziemi od Słońca.